# Curuapira tuberosa
Curuapira tuberosa är en skalbaggsart som beskrevs av Maria Helena M. Galileo och Martins 2003. Curuapira tuberosa ingår i släktet Curuapira och familjen långhorningar. Inga underarter finns listade i Catalogue of Life.